# Channel Is Deep & Beech
Channel Is Deep & Beech je bio prvi studijski album riječke hip hop grupe Ugly Leaders. To je bio prvi hrvatski hip hop album i jedan od ranijih hip hop albuma na području bivše Jugoslavije. Na albumu se pojavljuju riječki umjetnici MC Buffalo, Prof. Doke, Freek The Ho. Spotovi su bili napravljeni za singlove Ugly Leaders are Funny, Hardcore i Panonian Beech koji se nije smio vrtit na nijednom televizijskom programu. Album je na hrvatkom i engleskom jeziku.

## Pjesme
| R. b. | Naslov                            | Gostovanja   | Producenti                        | Trajanje |
| ----- | --------------------------------- | ------------ | --------------------------------- | -------- |
| 1.    | "Nitro"                           |              | MC Condom X                       | 0:52     |
| 2.    | "Ugly Leaders are Funny"          |              | DJ Pimp & MC Condom X             | 4:29     |
| 3.    | "Povratak na brežuljak"           | Freek The Ho | MC Condom X & Damir Radulić       | 3:52     |
| 4.    | "Who's That Pimpin' on My Window" |              | DJ Pimp & DJ R                    | 5:14     |
| 5.    | "Srpski panduri 2"                | Prof. Doke   | DJ R, MC Condom X & Damir Radulić | 6:41     |
| 6.    | "Whiskey & Echo coffe"            |              | DJ R & Damir Radulić              | 4:10     |
| 7.    | "Hardcore"                        |              | DJ R & Damir Radulić              | 4:59     |
| 8.    | "Suckah Elementary pt1&2"         | MC Buffalo   | DJ Pimp & MC Condom X             | 5:26     |
| 9.    | "Good, Bad, Ugly"                 |              | DJ R                              | 4:13     |
| 10.   | "Soli Contro Tutti"               | Freek The Ho | DJ R                              | 2:58     |
| 11.   | "DJ.R.Is Dead"                    |              | DJ R                              | 1:03     |
| 12.   | "Panonian Beech pt1&2 "           |              | DJ Pimp & Davor Tolja             | 6:47     |